# الحب حتى النهاية (مسلسل كوري)
الحب حتى النهاية (هانغل: 끝까지 사랑) هو مسلسل تلفزيوني كوري جنوبي عرض عام 2018 من بطولة لي يانغ أه وهونج سو آه وكانج يون تاك وشيم جي هو. تم بثه على قناة كي بي إس 2 في 23 يوليو 2018. 

## طاقم العمل
- لي يونغ آه في دور هان جا يونغ
- هونغ سو آه بدور كانغ سي نا
- كانغ يون تاك بدور يون جونغ هان
- شيم جي هو في دور كانغ هيون كي
- جونغ هاي إن بدور إميلي

## روابط خارجية
- الحب حتى النهاية على موقع IMDb (الإنجليزية)
- الحب حتى النهاية على موقع قاعدة بيانات الفيلم (الإنجليزية)